# Andrés de Urdaneta
‎
Andrés de Urdaneta, španski avguštinec, pomorščak in raziskovalec, * 30. november 1498, Ordizia, † 3. junij 1569, Ciudad de México.
Odkril in začrtal je pot od Filipinov do Acapulca (Mehika).